# 能生駅

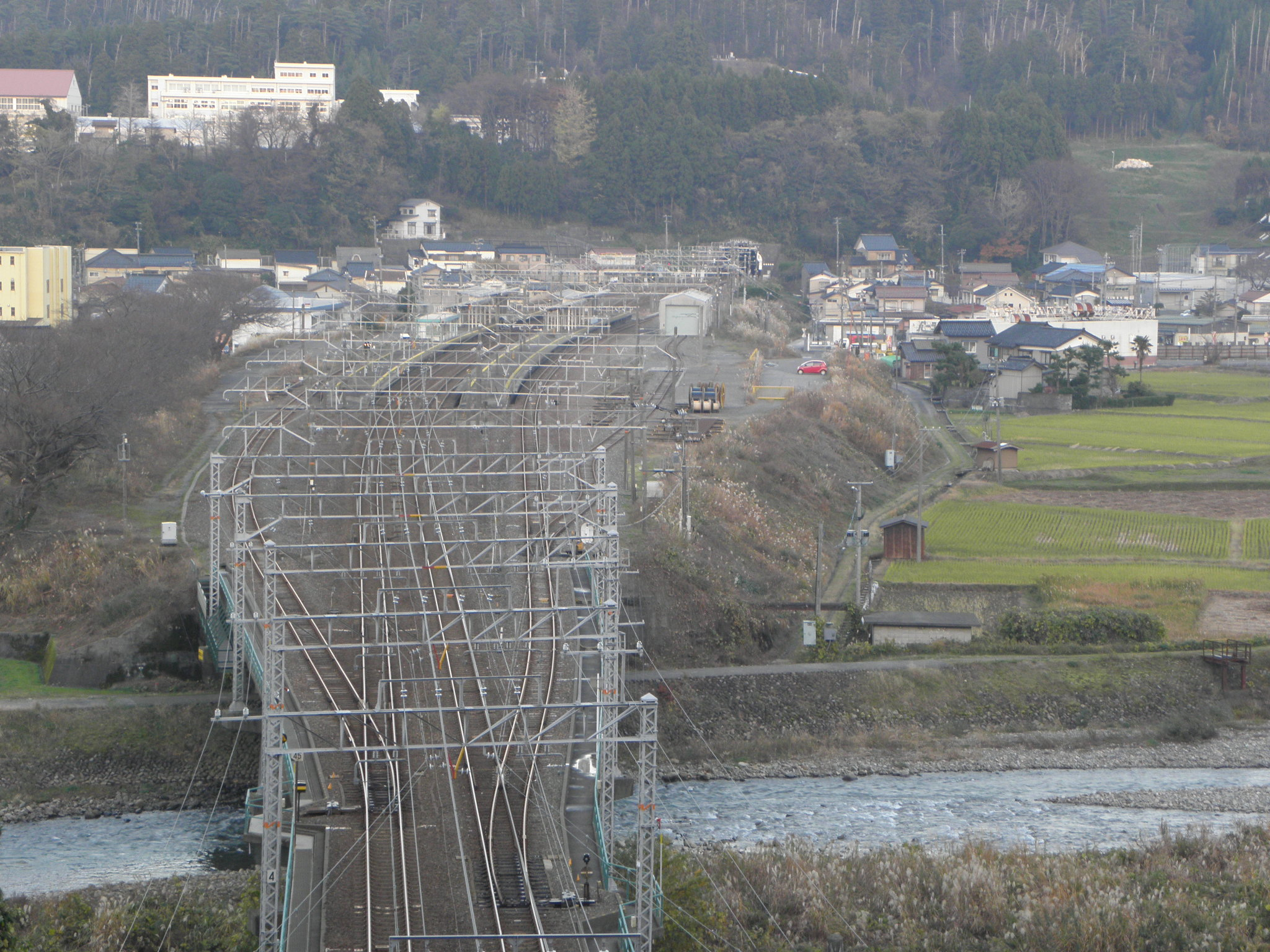
西側より俯瞰

能生駅（のうえき）は、新潟県糸魚川市大字能生字白拍子にある、えちごトキめき鉄道日本海ひすいラインの駅である。

## 歴史

### 開業
北陸本線のもっとも東側の区間は、直江津駅を起点として1911年（明治44年）に起工され、同年7月1日に名立駅まで、そして1912年（大正元年）12月16日に糸魚川駅まで開通した。この糸魚川延長の際に能生駅も開設された。この時の駅は、能生町役場などが置かれた町中心部に近いものであった。駅の建設に際して待合室の土間をコンクリートで綺麗に仕上げたが、翌朝になると穴だらけになっていたという伝承がある。これは当時大漁であったイワシを浜で干しており、そのイワシの油で砂が固まってその中にウジが入り込み、気づかずにコンクリートの打設に使ったために、コンクリートの中からウジが這い出して穴だらけになったものだという。1913年（大正2年）4月1日、青海駅 - 糸魚川駅間の開通に伴って北陸本線が全通し、それまで信越線と呼ばれていた直江津 - 糸魚川間も北陸本線の一部となって、当駅は北陸本線の駅となった。
開業後は、イワシに代表される大量の海の幸が当駅から貨車で搬出されるようになった。1951年（昭和26年）の統計でも、発送品目の上位は木材、鮮魚、練炭、玄米の順で、到着はセメント、石炭、肥料の順であった。1959年（昭和34年）から1963年（昭和38年）の平均では、発送が魚、米、木材の順、到着がセメント、鉄鋼、砂利の順であった。

### 能生騒動
1961年10月1日のダイヤ改正で大阪駅 - 青森駅・上野駅間に特急「白鳥」が設定された際、当時の北陸本線は単線だったため、当駅で上りが運転停車を行い、下りと列車交換を行うダイヤが組まれていた。しかし、金沢鉄道管理局が作成した当駅掲出の時刻表には誤って上り「白鳥」の停車時刻が記載され、また一部の市販時刻表にも時刻が掲載された。金沢鉄道管理局は、本社や中部支社から「客扱いをしない」旨の指示が届かなかったことから客扱いをするものとしていたが、本社や中部支社は「準急さえ止まらぬ駅で特急の客扱いをしないことは当然」という認識であったという。
地元では、特急停車を祝賀するつもりで「ミス能生」まで選出し、花束などを用意して「白鳥」を迎えることになった。ダイヤ改正当日の14時34分、当駅に停車した「白鳥」を地元の婦人会が浴衣姿で踊って出迎え、乗務員に花束まで渡した。しかし、前述の通り運転停車であるため、ドアが開かぬまま「白鳥」は発車し、特急が停車して客扱いをするものと思っていた関係者らは落胆した。これを俗に「能生騒動」と呼ぶ。一方で「白鳥」の車内においても、上野方面から乗車した男性客2人が当駅で下車しようとしていたが、青森方面からの列車と併結する直江津駅において車掌から「能生駅では下車できません」と告げられ、直江津駅での下車を余儀なくされた。この2人はその後、国鉄に強く抗議したという。
この騒動から2年後の1963年（昭和38年）10月1日、新設された糸魚川駅 - 新潟駅間の準急「ひめかわ」が能生駅に停車することになり、当駅は下り1本のみではあるものの優等列車停車駅に昇格した。さらに1982年のダイヤ改正後から2000年代初頭までは、日中の急行が廃止されたことに伴う救済措置として特急「北越」1往復が停車し、正真正銘の特急停車駅となっていた時期があった。しかし、その後は人口の減少に伴って当駅での特急利用客が減少したことや、北陸本線の富山駅以東の特急が「はくたか」を除いて減少したこともあり、普通列車のみの停車駅に戻った。
2015年3月のえちごトキめき鉄道への移管に際しては、新設された快速列車の停車駅となっていたが、これも2019年3月をもって廃止となった。

### 災害と複線電化に伴う駅の移転
1962年（昭和37年）6月30日には、能生駅を含む区間が単線自動閉塞を施行された。さらに当駅と筒石駅の間に1962年（昭和37年）9月28日に百川信号場が、浦本駅との間に1964年（昭和39年)9月22日に木浦信号場が、それぞれ設置された。
糸魚川 - 直江津間の北陸本線は、地すべり・雪崩・積雪・風水害などの災害が相次ぐ区間であった。1963年（昭和38年）3月16日16時過ぎ、能生町小泊において大規模な地すべりが発生し、能生駅を出発した直後であった敦賀発直江津行き7両編成の普通列車が崩壊区間に突っ込む事故が起きた。地元の住宅約30戸が地すべりに巻き込まれて全壊し、死者2名、行方不明者2名を出し、機関車は日本海まで押し流されたものの、列車の乗員乗客約150名は全員が無事であった。この災害により20日間にわたって北陸本線が不通となった。
こうした防災上の問題点を抱えていたことに加え、この当時北陸本線の輸送需要が増加しつつあって線路容量の低いこの付近が隘路となっていたことから早期の複線化が望まれ、1963年（昭和38年）6月14日に複線化ルートの調査が開始された。この結果、現在線では地すべりの時期も規模も予想困難で、抜本的な防止対策は不可能であり、危険度の高い地域を避けて新線を建設する必要があると結論付けられた。これに基づいてAからCの3つのルートが立案されて比較検討されたが、能生駅については3ルートいずれでも現在駅から約700メートル山側に移転するものとなっていた。
こうした検討のための地質調査を1964年（昭和39年）1月に完了したが、この際に相当内陸側まで調査を行っていたことや、当時世界最長となるトンネルの構想があることなどが新聞で先に報じられていたことから、地元では現在の路線と駅がなくなることへの不安が広がり、反対運動が開始された。多数の通勤通学旅客がバス輸送に転移しなければならないこと、鮮魚の搬出輸送ができなくなること、商工業に打撃があること、海水浴場の営業に問題があることなどが反対の論点で、影響を受ける糸魚川市、能生町、名立町などが連携して反対運動を行った。国鉄の地質調査委員会は3月に現在線の線増工事は不可能と結論を出したことから、各市町で反対決議がおこなわれ、反対運動が激化することになった。特に、もっとも長いトンネルとなる案では名立町には駅がなくなることから、名立町から強い反発があった。現在線を複線電化することが要望され、また新潟県ではトンネル案が実現する場合は現在線をローカル線として残すという提案もなされた。国鉄が検討した現在線に近い新ルートにおいて、名立駅は現在駅より約800メートル山側に移設して存続という提案がなされたことから、名立町では妥協する動きが生まれ、事実上反対運動を終結した。これに対して能生町ではあくまで強く反対する動きがあり、特に筒石駅がなくなることに対して、トンネル内に残すことができないかの交渉が続けられた。最終的に頸城トンネル内に筒石駅を設置することで妥協が図られ、1965年（昭和40年）10月に覚書が交換されて反対運動が終結した。これにより能生駅は約700メートル山側を通る新線上に移転することになった。これには、能生の町が南の方向へ発展するしか余地がなく、線路で市街地を分断させないという狙いもあった。
1966年（昭和41年）3月1日に複線電化工事の起工式が行われた。浦本 - 有間川間は1969年（昭和44年）9月29日に新線に切り替えられ、能生駅も新駅に移転した。旧駅跡地は現在文化体育館となっており、記念之碑が能生地区公民館の前に建っている。新駅に通じる道路の沿線が新たに発展し、スーパーマーケットが開店するなどした。

### 合理化と移管
新しい能生駅には貨物扱い設備も設けられ、貨物営業が継続された。しかし移転から6年経たない1975年（昭和50年）3月10日をもって貨物取り扱いは廃止された。この貨物扱い施設の跡地には自動車駐車場が整備された。
さらに1982年（昭和57年）4月1日から旅客フロント業務が日本交通観光に業務委託となり、同年11月15日には荷物の扱いが自動車代行となった。一方このダイヤ改正では特急列車が1往復停車するようになった。1986年（昭和61年）11月1日には荷物の取扱が廃止となった。
1987年（昭和62年）4月1日、国鉄分割民営化により北陸本線は西日本旅客鉄道（JR西日本）の所属となり、能生駅もJR西日本の駅となった。さらに2015年（平成27年）3月14日に北陸新幹線長野 - 金沢間開業に伴い並行在来線が分離され、えちごトキめき鉄道へ移管された。

### 年表
- 1912年（大正元年）12月16日：信越線の名立駅から糸魚川駅までの延伸に伴い開業する（一般駅）[27]。
- 1913年（大正2年）4月1日：線路名称が改定され、信越線の直江津駅から糸魚川駅間が北陸本線に編入されるとともに、当駅もその所属となる[28]。
- 1962年（昭和37年）
  - 6月30日：当駅を含む区間で単線自動閉塞式を施行[14]。
  - 9月28日：筒石駅との間に百川信号場を設置[15]。
- 1963年（昭和38年）3月16日：当駅と筒石駅の間で地滑り災害発生、20日に渡って不通となる[16][17]。
- 1964年（昭和39年）9月22日：浦本駅との間に木浦信号場を設置[15]。
- 1969年（昭和44年）
  - 9月29日：北陸本線の複線電化に伴い現在地に移転[29]。百川信号場と木浦信号場廃止[15]。
  - 10月1日：浦本駅および筒石駅との間を改キロ。浦本 - 能生間は5.6キロメートルから5.1キロメートルに、能生 - 筒石間は6.4キロメートルから7.5キロメートルになる[15]。
- 1975年（昭和50年）3月10日：貨物の取扱を廃止する（旅客駅となる）[15]。
- 1978年（昭和53年）5月1日：貨物扱い施設跡地に自動車駐車場使用開始[14]。
- 1982年（昭和57年）
  - 4月1日：旅客フロント部門を日本交通観光に業務委託[14]。
  - 11月15日：特急「北越」1往復が停車開始、荷物輸送がトラック代行輸送となる[14]。
- 1986年（昭和61年）11月1日：荷物の取扱を廃止する[15]。
- 1987年（昭和62年）4月1日：国鉄分割民営化により西日本旅客鉄道の駅となる[26]。
- 1991年（平成3年）4月：旧駅跡地に国鉄OB有志が記念碑建立[30]。
- 2015年（平成27年）3月14日：北陸新幹線・長野駅 - 金沢駅間延伸開業に伴いえちごトキめき鉄道へ移管[2]。
- 2017年（平成29年）4月1日：ジェイアール西日本金沢メンテックへの委託を解除し、直営化。

## 駅構造
築堤上に島式ホーム2面4線で待避設備を有する高架駅。プラットホームの有効長は220メートルある。側線を数本持ち、構内には小さな車庫も設けられている。駅の筒石方はすぐに頸城トンネル、浦本方は木浦トンネルがある。このためこの駅のホームは駅舎や駅の外部から見ると高い場所に位置している。
駅舎はコンクリート造り二階建て、延べ床面積666.7平方メートルで、築堤北側（下り線側）、直江津寄りの地平部分に存在する。
駅機能は1階に集約されており、コンコースには窓口・有人改札口・近距離切符専用のタッチパネル式自動券売機のほか、屋内待合室が設置されている。
駅舎とホームは地下連絡通路で接続しており、駅舎の2階はホームと高さが同じで、駅舎の2階からホームの脇に職員専用の通路が延びている。
北陸新幹線金沢延伸前まではJR西日本金沢支社の糸魚川地域鉄道部が管理する業務委託駅で、ジェイアール西日本金沢メンテックが駅業務を受託していた。
JRからの移管後もしばらくは業務委託駅として運営されていたが、現在は直営駅となっている。
移転前の構内は単式ホーム・島式ホーム2面3線に側線を有する構造であった。
昭和50年代には海水浴客向け臨時列車「かもめビーチ号」が長野方面から当駅まで運転されたこともあった。
複線電化工事を記念した工事碑および25名の殉職者を祀る慰霊碑が能生駅構内に設置されている。駅移転時に貨物ホームが駅の南側に設けられ、高床ホーム34メートル、地平14メートルが用意された。

### のりば
| のりば | 路線                | 方向 | 行先           |
| ------ | ------------------- | ---- | -------------- |
| 1・2   | ■日本海ひすいライン | 下り | 直江津方面     |
| 3・4   | ■日本海ひすいライン | 上り | 糸魚川・泊方面 |

## 利用状況
近年の1日平均乗車人員は以下のとおりである。
| 年度   | 1日平均 乗車人員 |
| ------ | ---------------- |
| 2004年 | 478              |
| 2005年 | 475              |
| 2006年 | 451              |
| 2007年 | 437              |
| 2008年 | 427              |
| 2009年 | 424              |
| 2010年 | 413              |
| 2011年 | 395              |
| 2012年 | 411              |
| 2013年 | 412              |
| 2014年 | 351              |
| 2015年 | 367              |
| 2016年 | 369              |
| 2017年 | 331              |
| 2018年 | 325              |
| 2019年 | 307              |
| 2020年 | 254              |
| 2021年 | 241              |
| 2022年 | 274              |
| 2023年 | 258              |

## 駅周辺
国道8号に沿った能生の従来からの市街地中心部から、能生谷に沿う県道で遡ったところに駅がある。旧来の市街地から駅までの間も、駅が移転して以降発展して町がつながった。糸魚川市役所能生事務所がある能生の中心部はこの駅から800メートルほど北の海岸近くにある。
駅の南300メートルほどのところに北陸自動車道の能生インターチェンジがある。北陸本線、北陸自動車道とも当駅付近はトンネルが連なっており、その間に駅やインターチェンジを設けている。
海岸沿いの東側に能生漁港がある。能生漁港の付近には道の駅マリンドリーム能生や国の天然記念物に指定されている能生のヒメハルゼミ発生地、弁天岩など観光スポットがある。能生漁港の附近には能生浜海水浴場もあり、このあたりは夏には多くの海水浴客でにぎわうこととなる。
能生インターチェンジから柵口温泉方面へ向かうとシャルマン火打スキー場があり、5月の初旬までスキーができる。
- 能生海水浴場
- 島道鉱泉
- 長者温泉
- 柵口温泉
- 湯の脇温泉
- 白山神社
- 糸魚川市役所能生事務所
- 能生体育館
- ひすい農業協同組合（JAひすい）能生支店
- 能生郵便局
- 東日本信漁連 上越営業店
- 新潟県立海洋高等学校
- 糸魚川市立能生小学校

## バス路線
駅前には糸魚川バスの「能生駅前」停留所があり、周辺集落や温泉地に向けての路線が運行されている。
- 糸魚川バス
  - 01 能生糸魚川線
  - 11 中尾長者温泉線
  - 13 能生線（西廻り）
  - 14 島道線
  - 16 仙納線

糸魚川市コミュニティバスは、大洞線（水曜のみ運行）・川詰線（火曜のみ運行）・高倉線（木曜のみ運行）の3路線が存在するが、何れも1.5往復の運行で、最終便はそれぞれデマンド制となっている。12月29日から1月3日と、祝日は運休。

## 隣の駅
えちごトキめき鉄道
■日本海ひすいライン
浦本駅 - 能生駅 - 筒石駅